# Spartak-Hotel (Mariupol)

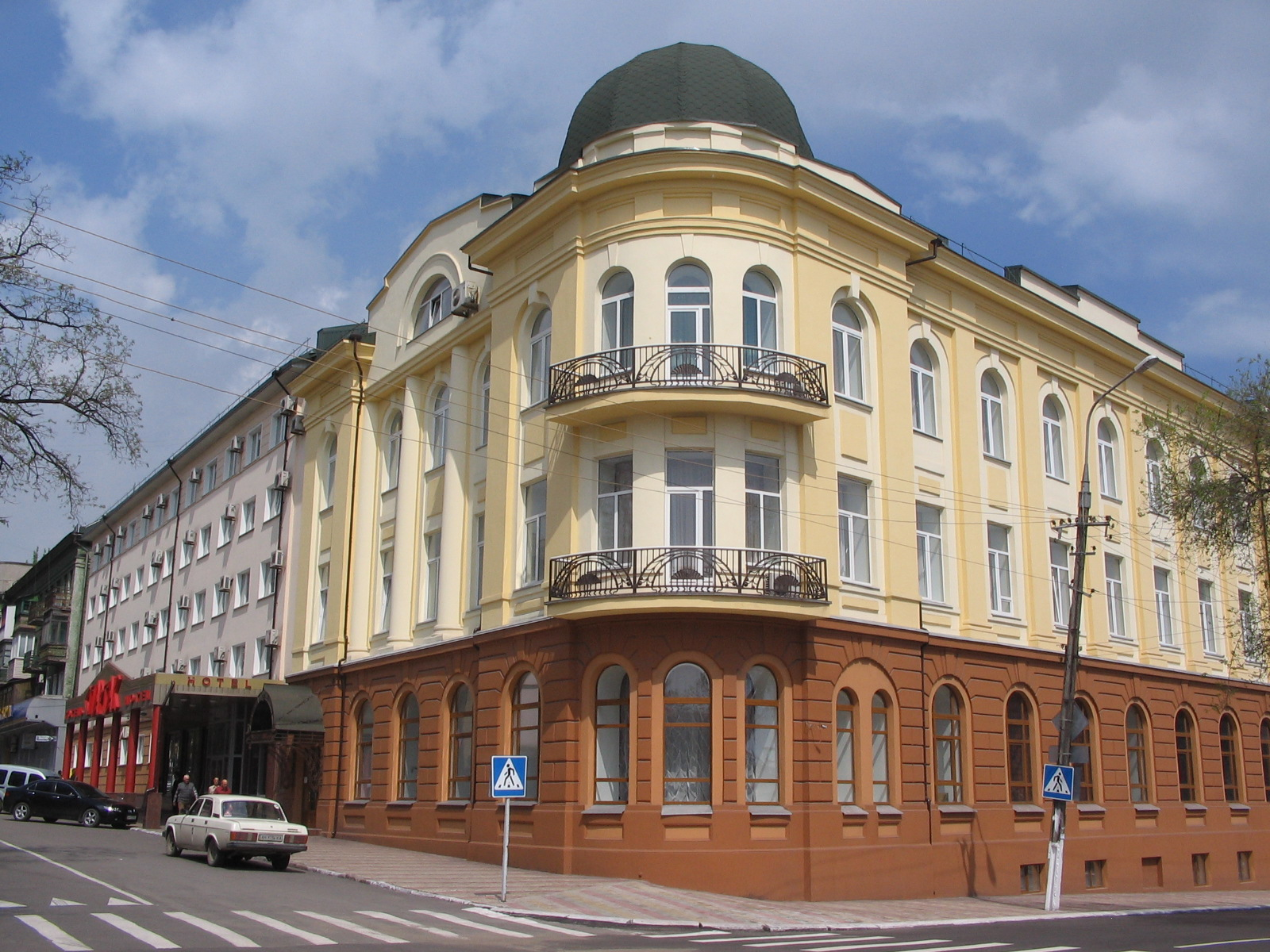
Spartak-Hotel (2008)

Das Spartak-Hotel in Mariupol (ukrainisch Готель «Спартак») war ein Hotelkomplex im ukrainischen Mariupol. Alle in den 1880er Jahren errichteten historischen Bauten wurden wie später dazu gebaute Teile des Hotelkomplexes beim russischen Angriffskrieg gegen die Ukraine 2022 zerstört.

## Geschichte
Die seit den 1820er Jahren in Mariupol nachweisbaren Italiener, die vor allem im Getreidehandel tätig waren, gründeten bereits in den 1850er Jahren eine eigene katholische Gemeinde, die kurz darauf die Mariä-Himmelfahrt-Kirche stiftete. Der Kaufmann Emanuele Nomis di Pollone (1859–1930) kam im späten 19. Jahrhundert nach Mariupol und gelangte zu großem Einfluss. Er wurde Mitbesitzer einer Reederei und schließlich im Jahr 1883 italienischer Konsularagent. Um das Jahr 1884 erbaute er an der Ecke der Charalambos-Straße (ukrainisch Харлампіївська вулиця) zur Georgstraße (ukrainisch Георгіївська вулиця) ein repräsentatives Gebäude, in welchem er als Konsularagent Italiens, sowie – vom 5. November 1906 bis zum 6. August 1914 – als Konsularagent Österreich-Ungarns diente.
Nach dem Ersten Weltkrieg verkaufte Nomis di Pollone sein Wohnhaus vermutlich an den Zahnarzt David M. Feldman und ging nach Odessa, wo er bis 1918 das Konsulat betreute, dann zurück nach Turin. Feldman baute das bisher zweigeschossige Gebäude um ein Stockwerk aus, wozu mutmaßlich Stadtbaumeister Wiktor Nilsen den Entwurf lieferte. Die Kuppel auf der Ecke stammt von diesem Umbau. Doch mit der Oktoberrevolution und dem nachfolgenden Bürgerkrieg endete die Wohnnutzung und das Gebäude wurde in das Spartak-Hotel umgewandelt. Zahlreiche bekannte Gäste der Stadt übernachteten seitdem im Hotel, darunter Dawid Fjodorowitsch Oistrach, Wadim Alexejewitsch Kosin oder auch Michail Gawrilowitsch Erdenko.
Im Zweiten Weltkrieg blieb das Gebäude – im Gegensatz zum Großteil der Stadt – unbeschädigt, obwohl während der dreijährigen deutschen Besatzung (1941–1943) italienische Armeeeinheiten dort untergebracht waren. Später wurde das Gebäude nach Norden hin erweitert, da durch das nebenan im Krieg abgebrannte Postgebäude Platz entstanden war. Mit der Unabhängigkeit der Ukraine kam es zu Veränderungen und Mychajlo Poschywanow, der spätere Bürgermeister von Mariupol, erwarb das Gebäude. Im Jahr 2010 wurde es renoviert. Von den Unruhen und Kriegshandlungen 2014 blieb es verschont. Während der Belagerung von Mariupol wurde das Gebäude im Frühjahr 2022 schwer beschädigt und brannte aus. Dabei wurden der gesamte Dachstuhl, darunter die Kuppel auf dem Eckturm, sowie die Inneneinrichtung zerstört.

## Baubeschreibung
Der Hotelkomplex besteht aus einem Eckbau des Historismus sowie einem nördlich anschließenden modernen Anbau, der dem Konstruktivismus zugeordnet wird und auf architektonische Akzente verzichtet. Die Ecklage wurde genutzt, um die Höhenunterschiede auszugleichen. Während der Nordteil fünfgeschossig ist, besteht der am Ostende angebaute Gebäudeteil nur aus zwei Etagen auf hoher Basis. Die horizontale Gliederung des historistischen Gebäudes wird durch abwechselnde Fensterformen auf den unterschiedlichen Stockwerken betont. Der östliche Anbau ignoriert dies und weicht trotz einer Blendfassade von diesem Schema ab. Der Risalit, der einen Eckturm andeutet, wird zusätzlich durch zwei Balkone hervorgehoben. Der Haupteingang befindet sich im Nordgebäude, das eine schlichte Säulenvorhalle besitzt. Durch die Vielgestalt der Gebäudeteile konnte es die verschiedensten Zimmergrößen, vom Einzel- bis zum Vierbettzimmer, von verschiedenen Suiten bis hin zum Appartement, anbieten.